# Generał major wojsk pancernych

Pagon na mundurze paradnym

Generał major wojsk pancernych, ros.:Генерал-майор танковых войск — stopień wojskowy w korpusie wyższych oficerów wojsk pancernych w Siłach Zbrojnych ZSRR w latach 1940 - 1984; najniższy w tym korpusie; niższy bezpośrednio od stopnia generała porucznika wojsk pancernych.